# برادبری (آریزونا)
برادبری (به انگلیسی: Bradberry) یک منطقهٔ مسکونی در ایالات متحده آمریکا است که در آریزونا واقع شده‌است. برادبری ۱٬۲۳۰ متر بالاتر از سطح دریا واقع شده‌است.